# Dysoxylum acutangulum
Dysoxylum acutangulum är en tvåhjärtbladig växtart. Dysoxylum acutangulum ingår i släktet Dysoxylum och familjen Meliaceae.

## Underarter
Arten delas in i följande underarter:
- D. a. acutangulum
- D. a. foveolatum